# Equipa da Superleague Fórmula Team Belgium - Royal Sporting Club Anderlecht
A Equipa da Superleague Fórmula Bélgica-R.S.C. Anderlecht é uma equipa da Superleague Fórmula que representa o clube belga R.S.C. Anderlecht na Superleague Fórmula. Em 2011, com a reformulação da Superleague Fórmula para "Superleague Fórmula Nations Cup", a equipa passou a representar também o país de origem do Anderlecht, a Bélgica, sendo agora conhecida oficialmente como Bélgica-R.S.C. Anderlecht. Em 2008, a equipa foi operada pela Team Astromega. Em 2009 foi operada pela ex-formação de Fórmula 1 Zakspeed. Na temporada de 2010 foi operada pela Azerti Motorsport e teve como piloto Davide Rigon. A contratação do piloto campeão em 2008 deu os seus frutos, com o R.S.C. Anderlecht a sagrar-se campeão. Em 2011, o R.S.C. Anderlecht volta a contar com a Azerti Motorsport como equipa operadora, e contratou Neel Jani para piloto.
Quando ao clube de futebol, compete na Belgian First Division, o principal campeonato de futebol da Bélgica.

## Temporada de 2008
Na Temporada da Superleague Fórmula de 2008, o R.S.C. Anderlecht acabou no 6º lugar final. Craig Dolby foi o piloto em todas as corridas, e a equipa foi operada pela Team Astromega. O melhor resultado da equipa foi o 2º lugar, por 3 vezes.

## Temporada de 2009
O R.S.C. Anderlecht teve como piloto Yelmer Buurman, piloto que acabou em 2º, com o PSV Eindhoven na temporada de 2008. Craig Dolby não voltou a ser o piloto do RSC Anderlecht nesta temporada, visto que foi o piloto do Tottenham Hotspur F.C.. A Zakspeed operou o RSC Anderlecht na temporada de 2009. A equipa terminou o campeonato no 4º posto.

## Temporada de 2010
Para a Temporada da Superleague Fórmula de 2010, o campeão da Superleague Fórmula em 2008, o italiano Davide Rigon, foi o piloto e a equipa de automobilismo foi a Azerti Motorsport. A dupla teve sucesso, conquistando o título para o R.S.C. Anderlecht.

## Temporada de 2011
Na época de 2011 a equipa da Superleague Fórmula Bélgica - R.S.C. Anderlecht tem como equipa operadora a Azerti Motorsport e contratou o experiente Neel Jani para piloto.

## Registo
(Legenda)

### 2008
| Equipa de Automobilismo | Piloto      | 1   | 1   | 2   | 2   | 3   | 3   | 4   | 4   | 5   | 5   | 6   | 6   | Pontos | Class. |
| Equipa de Automobilismo | Piloto      | DON | DON | NÜR | NÜR | ZOL | ZOL | EST | EST | VAL | VAL | JER | JER | Pontos | Class. |
| ----------------------- | ----------- | --- | --- | --- | --- | --- | --- | --- | --- | --- | --- | --- | --- | ------ | ------ |
| Team Astromega          | Craig Dolby | 14  | 16  | 2   | 2   | 2   | 16  | 14  | 9   | 7   | 6   | 4   | 8   | 303    | 6º     |

### 2009
| Equipa de Automobilismo | Piloto         | 1   | 1   | 2   | 2   | 3   | 3   | 4   | 4   | 5   | 5   | 6   | 6   | Pontos | Class. |
| Equipa de Automobilismo | Piloto         | MAG | MAG | ZOL | ZOL | DON | DON | EST | EST | MOZ | MOZ | JAR | JAR | Pontos | Class. |
| ----------------------- | -------------- | --- | --- | --- | --- | --- | --- | --- | --- | --- | --- | --- | --- | ------ | ------ |
| Zakspeed                | Yelmer Buurman | 2   | 5   | 8   | 14  | 16  | NC  | 4   | 4   | 6   | 6   | 1   | 15  | 305    | 4º     |

### 2010
| Azerti Motorsport | Davide Rigon | 9 | 10 | 1 | 10 | 7 | 3 | 10 | 6 | 2 | 12 | 2 | 9 | 13 | 2 | 1 | 8 | 2 | 9 | 5 | 8 | 13 | 15 | 2 | 11 | 699 | 1º |

 † Ronda extra-campeonato

### 2011
| Equipa de Automobilismo | Piloto    | 1   | 1   | 2   | 2   | 3   | 3   | 4          | 4          | 5   | 5   | 6   | 6   | 7   | 7   | 8                 | 8                 | Pontos | Class. |
| Equipa de Automobilismo | Piloto    | ASS | ASS | ZOL | ZOL | GOI | GOI | TBA Brasil | TBA Brasil | PEQ | PEQ | SHA | SHA | SEU | SEU | TBA Nova Zelândia | TBA Nova Zelândia | Pontos | Class. |
| ----------------------- | --------- | --- | --- | --- | --- | --- | --- | ---------- | ---------- | --- | --- | --- | --- | --- | --- | ----------------- | ----------------- | ------ | ------ |
| Azerti Motorsport       | Neel Jani | 4   | 9   |     |     |     |     |            |            |     |     |     |     |     |     |                   |                   | 56*    | 7º*    |

Nota - *: Época em curso

### Resultados em Super Final
| Ano  | 1      | 2       | 3      | 4          | 5       | 6     | 7     | 8                 | 9     | 10    | 11    | 12    |
| 2009 | MAG 4  | ZOL N/A | DON NQ | EST 4      | MOZ N/A | JAR 1 |       |                   |       |       |       |       |
| 2010 | SIL NQ | ASS 1   | MAG 2  | JAR NQ     | NÜR 2   | ZOL 1 | BDH 2 | ADR 1             | POR 2 | ORD 3 | PEQ † | LOS 4 |
| 2011 | ASS 7  | ZOL     | GOI    | TBA Brasil | PEQ     | SHA   | SEU   | TBA Nova Zelândia |       |       |       |       |

 † 3ª corrida programada mas não disputada